# Franz Martin Schindler

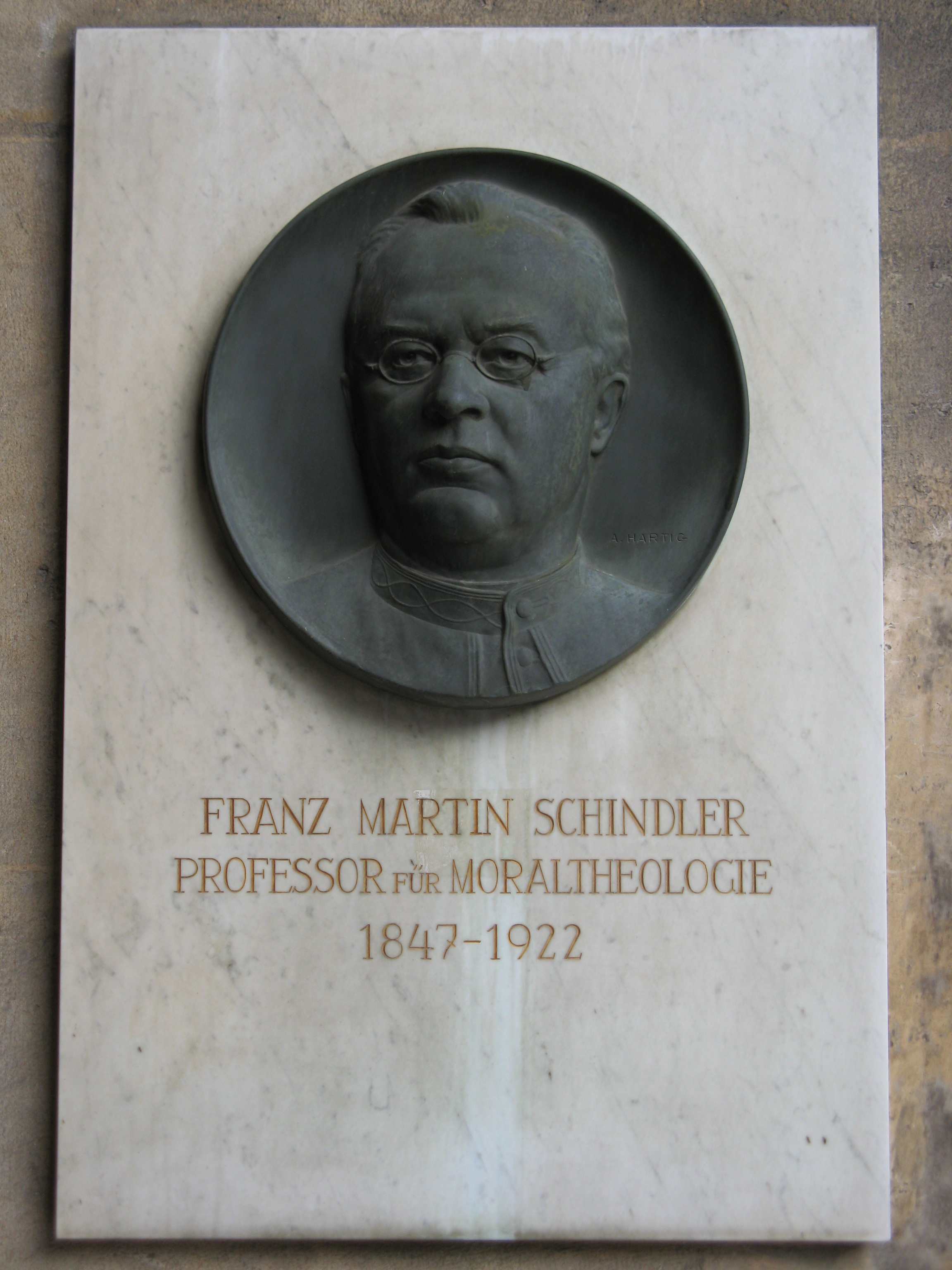
Pamětní deska na Vídeňské univerzitě

Franz Martin Schindler (25. ledna 1847 Mackov – 27. října 1922 Vídeň, Rakousko) byl rakouský duchovní, morální teolog a politik českého původu.

## Životopis
Pocházel ze selské rodiny z Mackova v Krušných horách (součást bývalých Flájí). Svá studentská léta trávil v Bohosudově a v Mostě. V roce 1865 vstoupil do litoměřického kněžského semináře a začal studovat filozofii a teologii. V roce 1869 přijal kněžské svěcení a do roku 1874 byl duchovním v Čechách. Ve svých studiích pokračoval na císařsko-královském institutu vyššího vzdělávání Frintaneum ve vídeňském Hofburgu. Od roku 1879 působil jako morální teolog, od roku 1884 pak jako církevní právník na Vídeňské univerzitě, kde byl mezi lety 1888 a 1917 řádným profesorem.
Jako křesťansko-sociální politik byl Schindler od roku 1907 do roku 1918 členem horní komory rakouského říšského parlamentu a od roku 1918 do roku 1922 konzultantem rakouského ministerstva školství. Spolu s Alexandrem von Helfert, šlechticem pocházejícím rovněž z Čech, založil roku 1882 společnost Leo-Gesellschaft, pojmenovanou po papeži Lvu XIII. Tato společnost učenců pro vědu a umění pracovala až do roku 1938, kdy bylo Rakousko připojeno k tehdy nacistickému Německu.

## Dílo
- Die soziale Frage der Gegenwart vom Standpunkt des Christentums, Wien 1905, 1908
- Lehrbuch der katholischen Moraltheologie, 3 Bde., Wien 1907, 1913-1914